# San Germano Chisone
San Germano Chisone là một đô thị ở tỉnh Torino trong vùng Piedmont, có vị trí cách khoảng 40 km về phía tây nam của Torino, nước Ý. Tại thời điểm ngày 31 tháng 12 năm 2004, đô thị này có dân số 1.824 người và diện tích là 15,9 km².
San Germano Chisone giáp các đô thị: Inverso Pinasca, Villar Perosa, Pramollo, Porte, Angrogna, San Secondo di Pinerolo, và Prarostino.